# قائمة غواصات نووية غارقة

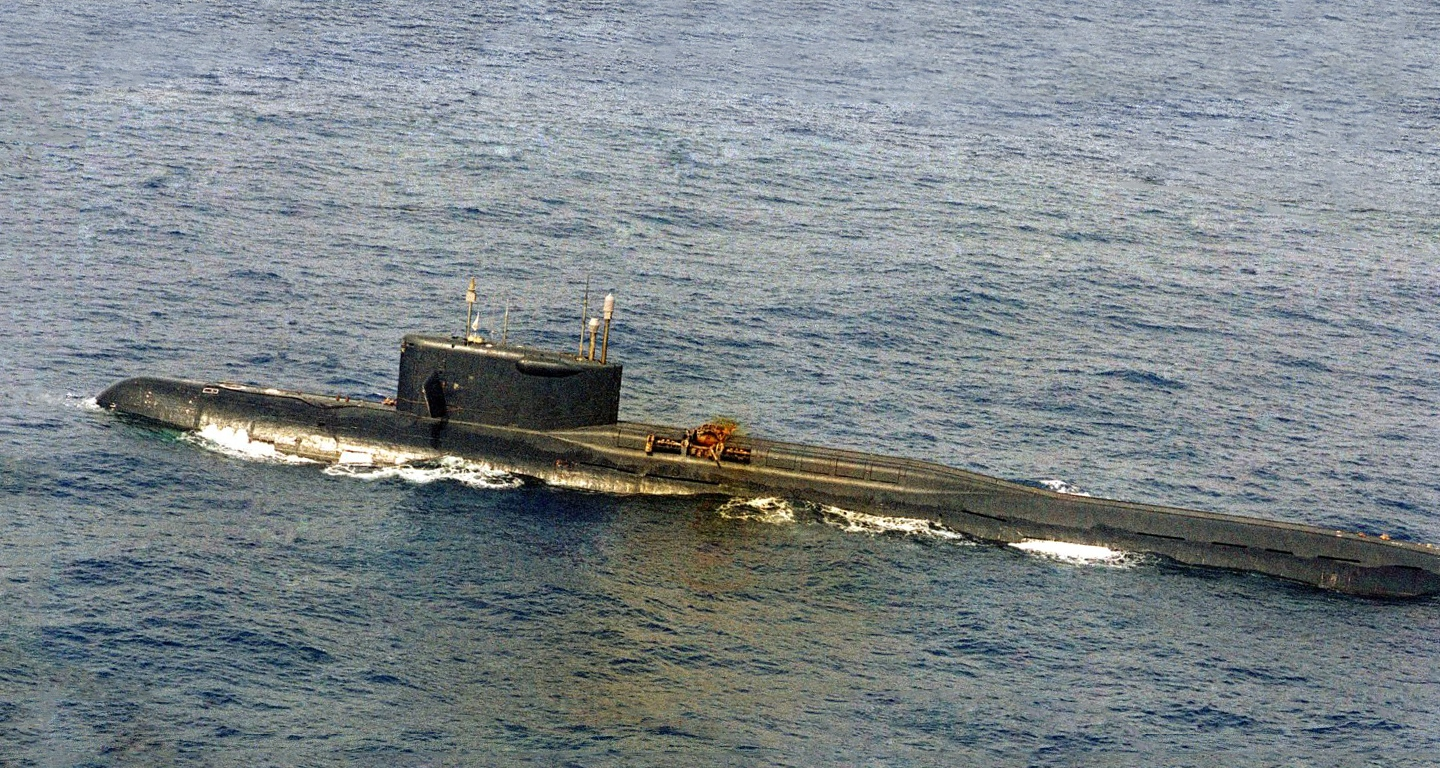
الغواصة كاف 219 في المحيط الأطلسي في 3 تشرين الأول 1986

مجموع الغواصات النووية الغارقة لحادث أو أضرار واسعة هو ثمانية، غواصتان من البحرية الأمريكية، وأربعة من القوات البحرية السوفيتية، واثنتان من القوات البحرية الروسية. وبالنسبة لجميع هذه الحوادث فقط 3 لم يُعثَر على جثثهم، اثنان من البحرية الأمريكية وواحدة من البحرية الروسية. كل الغواصات غرقت نتيجة لحادث باستثناء الغواصة السوفيتية كاف 27، والتي أُغرقَت في بحر كارا عندما اُعتُبِر إصلاحها مستحيلًا وتفكيكها مكلفًا للغاية؛ كل الغواصات السوفيتية (الروسية) تنتمي إلى أسطول الشمال أما الغواصة السوفيتية كاف 129 فقد كانت هذه الغواصة تحمل صواريخ باليستية نووية. وبسبب أن هذه الغواصة كانت تعمل بالديزل والكهرباء فلم تُضمَّن في هذه القائمة.
أسباب غرق الغواصات هي كالتالي: غواصتان بسبب الحريق، وغواصتان بانفجار نظم الأسلحة، وغواصة من الفيضانات، وغواصة بسبب سوء الأحوال الجوية، وغواصة غَرقَت بسبب المفاعل النووي المعطوب. أما سبب غرق الغواصة الثامنة فهو غير معروف. ويوجد حطام هذه الغواصات في نصف الكرة الشمالي. ولا شيء من حطامهم في المحيط الهندي أو المحيط الهادئ.
| ذراس العقرب كاف 8 كاف 219 كاف 278 موقع الغواصات النووية الغارقة في المحيط الأطلسي |

## الغواصات الأمريكية
- غواصة ذراس (اسمها الرمزي: سينين نون 593): الغواصة الأولى من فئتها، غرقَت في 10 نيسان 1963 خلال تجارب الغوص العميقة بعد الفيضانات، ولعل أحد أسباب غرقها هو فقدان الدفع، وبعد غرقها كانت هناك محاولات لتفجير صهاريج الصابورة وقد فشلت، الأمر الذي أدى إلى جعلها تغوص أكثر من العمق المهيَّئة له. وتُوفي بسبب هذه الحادثة 129 رجلًا. موقع الغواصة: 350 كيلومترًا شرق كيب كود.

- غواصة العقرب (اسمها الرمزي: سينين نون 589): غواصة من الطراز الوثاب، غرقت 22 مايو 1968، ومن الواضح أن ما سبب انفجارها هو بلوغها عمقًا أكثر مما هُيِّئت له. وتُوفي عن هذه الحادثة 99 رجلًا. موقع الغواصة: 740 كيلومترًا جنوب غرب جزر الآزور.

## الاتحاد السوفيتي
| كاف 27 كاف 141 كاف 159 موقع الغواصات النووية الغارقة في القطب الشمالي |

- كاف 27: الغواصة الوحيدة المصنوعة من المشروع 645 غواصة (وهي نسخة بديلة عُمِلَت في تشرين الآخِر لغواصات من فئة المشروع 627 مع معدن سائل أُضِيف للغواصة لتبريد المفاعلات)، كان تلف الغواصة لا يمكن إصلاحه عن حادث مفاعل (فشل مراقبة قضبان التحكم) في 24 مايو 1968. مما أدى إلى مقتل 9 أشخاص في حادث المفاعل. وبعد إغلاق المفاعل وتغليف المقصورة، قامت القوات البحرية السوفيتية بتخريب الغواصة في المياه الضحلة (في عُمق 108 قدم (33 م)) في بحر كارا في 6 أيلول 1982،[1] بطريقة تتعارض مع الوكالة الدولية للطاقة الذرية.[2]

- كاف 8: فقد المشروع 627 المعمول في تشرين الآخر الغواصة في 11 نيسان 1970 وفي ذلك الوقت كانت البحار الهائجة تسحب الغواصة في أعقاب حريق شب بداخلها. ومبدئيًّا كانت الغواصة خالية ولم يكن بها أحد، ولكن 52 عملية سحب للغواصة قد جرت، ومن ثم انزلقت الغواصة، ونجا 73 ممن قاموا بعملية السحب.[1] الموقع: خليج بسكاي، 490 كم شمال غرب إسبانيا من الجهة الشمالية للمحيط الأطلسي.

- كاف 219: تضررت الغواصات من فئة المشروع 667 اليانكية الفرعية في انفجار صاروخ في 3 تشرين الأول 1986، ثم غرقت فجأة في الوقت الذي كان أفراد الطاقم يخرجون بعيدًا. ولقي حتفهم 6 من أفراد الطاقم. الموقع: 950 كيلومترًا شرقي برمودا في الجهة الشمالية للمحيط الأطلسي.

- كاف 278 كومسوموليتس: هي الغواصة الوحيدة من طراز مايك، والتي غرقت بسبب النيران المستعرة في 7 نيسان 1989. وقد أخلى جميع أفراد الطاقم الغواصة باستثناء 5 منهم. ولقي 42 شخصًا حتفهم، وكثير ماتوا بسبب استنشاق الدخان والتعرض للمياه الباردة في بحر بارنتس. ونجا قُرابة 27 فردًا من الطاقم.

- كاف 429: غواصة سوفيتية غرقت مرتين، ولكن تُنقَذ وتُرفَع بعد كل حادث.

## روسيا
- كورسك كاف 141: غواصة من طراز أوسكار 2 غَرِقَت في بحر بارنتس في 12 آب 2000 بعد انفجار في مقصورة الطربيدات. وقد فُقد 118 شخصًا. أي كل الطاقم ما عدا قسم الإنقاذ.

- كاف 159: غواصة اُستُغنيَ عن هيكلها في الحقبة السوفيتية وغَرِقَت في بحر بارنتس في 28 آب 2003، عندما اُقتُلعت العوامات المُثبِّتة للغواصة بسبب عاصفة. ما سبَّب مقتل تسعة أشخاص في الحادثة.

## وصلات خارجية
- Batmış atom sualtı qayıqları (بالأذرية)